# Таросян, Елена Олеговна
Елена Олеговна Таросян (род. 16 февраля 1993, Омск) — российская скрипачка. Лауреат XVII международного конкурса имени П. И. Чайковского. 

## Биография и творческий путь
Елена Таросян родилась в 1993 году в Омске. Окончила Музыкальный колледж при Новосибирской государственной консерватории имени М. И. Глинки (класс Марины Кузиной-Койфман), Московскую государственную консерваторию имени П. И. Чайковского и ассистентуру-стажировку МГК (класс профессора Эдуарда Грача). Неоднократно участвовала в международных мастер-курсах Keshet Eilon B Израиле, а также принимала участие в мастер-классах Бориса Кушнира, Захара Брона, Максима Венгерова, Филиппа Херревеге, Хаима Тауба, Розы Файн, Вадим Глузмана, Ицхака Рашковского, Ани Шнарх, Антона Бараховского.
Победительница международных конкурсов в Клостер-Шёнтале (Германия), «Балтийское созвездие» в Санкт-Петербурге, «Искусство и образование XXI века» в Киеве, «Скрипка Севера» в Якутске (Гран-при), на острове Родос (Греция, Гран-при), конкурса скрипачей в Астане (Казахстан, Гран-при), имени Рудольфа Гуммерта в Казани (Гран-при), молодежных Дельфийских игр России в Твери и I Всероссийского конкурса артистов симфонического оркестра в Москве; лауреат международных конкурсов имени Йожефа Сигети в Будапеште, имени Мирослава Лавриновича в Плоцке (Польша), имени Абрама Ямпольского и имени Давида Ойстраха в Москве, имени Евгения Мравинского в Санкт-Петербурге, во Владивостоке и Эдуарда Грача в Дубне. В 2022 году завоевала II премию на международном конкурсе скрипачей Classic Strings в Дубае. В 2023 году получила III премию и бронзовую медаль на XVII Международном конкурсе имени П. И. Чайковского.
Как солистка участвовала в программах Московской филармонии (в том числе в проекте "Молодые таланты») и Санкт-Петербургского Дома музыки. Выступала в ведущих московских залах. Концерты с участием скрипачки транслировались различными радио- и телекомпаниями, в том числе medici.tv.
Сотрудничала с Академическим симфоническим оркестром Московской филармонии, Госоркестром России имени Е. Ф. Светланова, Государственным симфоническим оркестром «Новая Россия», Академическим оркестром русских народных инструментов имени Н. Н. Некрасова, Камерным оркестром «Московия»; выступала с дирижерами Валерием Гергиевым, Александром Лазаревым, Владимиром Федосеевым, Пааво Ярви, Михаилом Юровским, Александром Сладковским, Томасом Зандерлингом, Туганом Сохиевым, Филиппом Херревеге, Юрием Симоновым, Жан-Кристофом Спинози, Юлианом Рахлиным, Антонелло Манакордой и многими другими.
Гастролировала в странах Европы, Японии, Китае, Армении, Казахстане. В числе ангажементов сезона 2022/23 - выступления в Люцерне, Барселоне, Дубае и Афинах.
С 2018 года - концертмейстер Российского национального молодежного симфонического оркестра. Играет на скрипке работы миланского мастера Карло Антонио Тесторе (1751).